# Zara (métro de Milan)
Pour les articles homonymes, voir Zara.
Zara est une station de correspondance entre la ligne 3 et la ligne 5 du métro de Milan. Elle est située à l'intersection entre la viale Zara (it) et la viale Stelvio, dans municipio 9 de Milan en Italie.

## Situation sur le réseau

Plan du métro (2021)

Établie en souterrain, Zara est une station de correspondance qui comprend deux sous-stations pour deux lignes se croisant à angle droit à des profondeurs différentes : 
Zara M3, la plus profonde, est une station de passage de la ligne 3 du métro de Milan. Elle est située entre la station Sondrio, en direction du terminus sud-est San Donato, et la station Maciachini, en direction du terminus nord-ouest Comasina. Elle dispose des deux voies de la ligne, encadrées par deux quais latéraux ;
Zara M5', la plus proche de la surface, est une station de passage de la ligne 5 du métro de Milan. Elle est située entre la station Marche, en direction du terminus nord Bignami, et la station Isola, en direction du terminus ouest San Siro Stadio. Elle dispose des deux voies de la ligne, encadrant un quai central.

## Histoire
La station Zara de la ligne 3 est mise en service le 16 décembre 1995, lors de l'ouverture à l'exploitation du prolongement de Sondrio au nouveau terminus M3 de Zara. Elle est nommée en référence à l'avenue éponyme qu'elle dessert. Elle devient une station de passage le 8 décembre 2003, lors de l'ouverture du prolongement de la ligne 3 jusqu'à Maciachini. 
Elle devient une station de correspondance le 10 février 2013, lors de l'ouverture de la première section de la ligne 5 entre Bignami et la nouvelle station terminus Zara. Elle devient une station de passage le 1er mars 2014, lors de l'ouverture du prolongement jusqu'à Garibaldi.

## Services aux voyageurs

### Accès et accueil
Les deux lignes se croisent à angle droit sous le carrefour entre la viale Zara (it) et la viale Stelvio, la station dispose de quatre bouche sur la viale Zara, de part et d'autre de l'intersection. Elles sont équipées d'escaliers et d'escaliers mécaniques et complétées par un accès direct par ascenseur depuis l'extérieur. La station est accessible aux personnes à la mobilité réduite.

### Desserte

#### Station Zara M3
Zara M3 est desservie par les rames qui circulent sur la ligne 3 du métro de Milan.

Installations et desserte
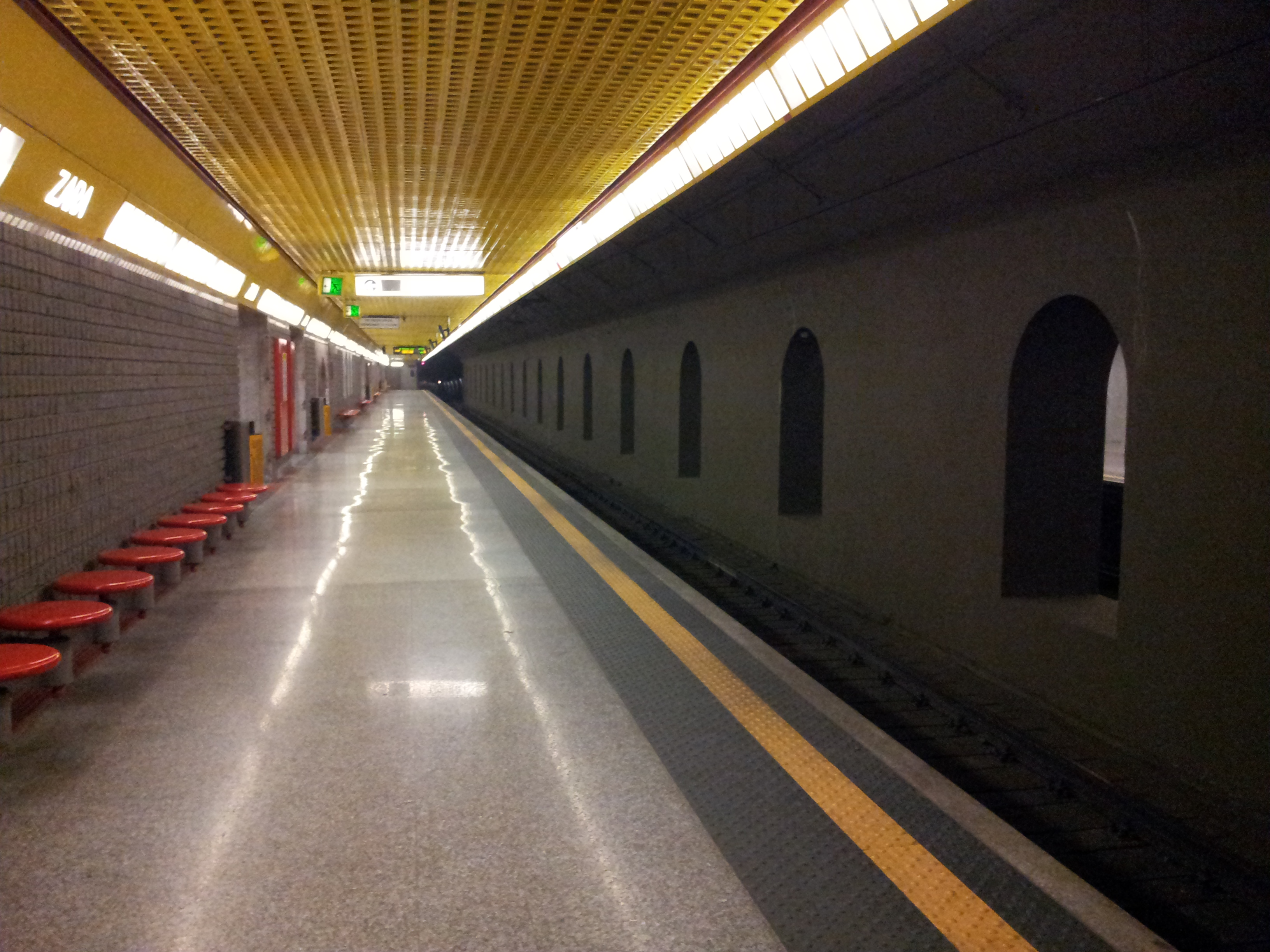
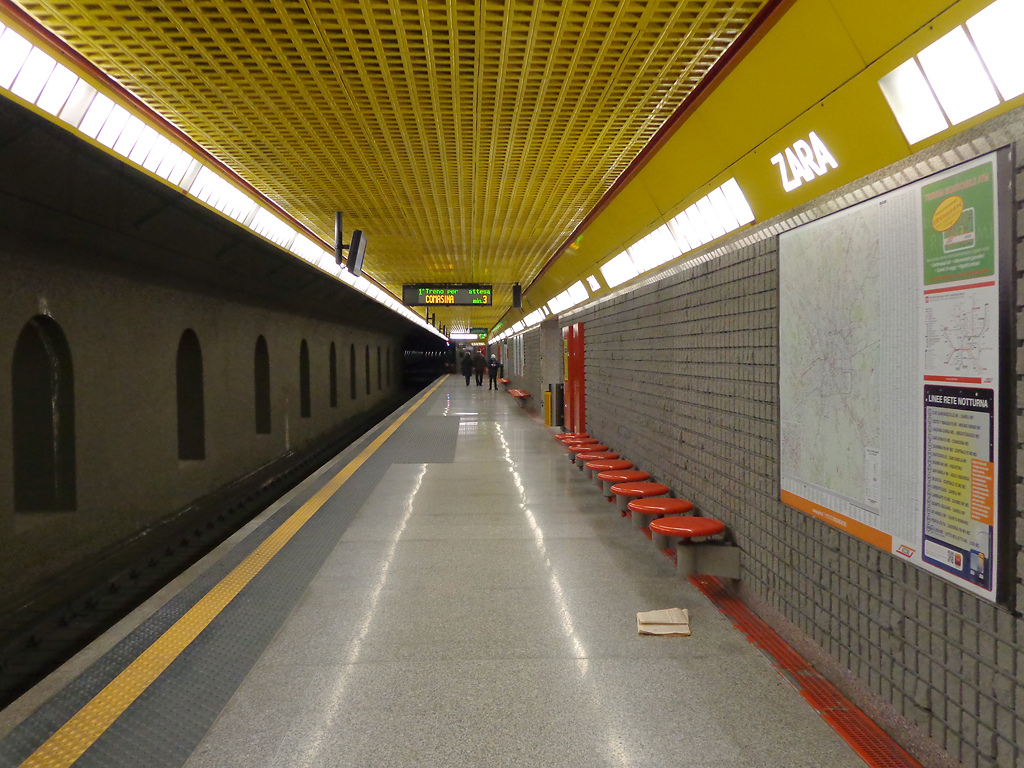
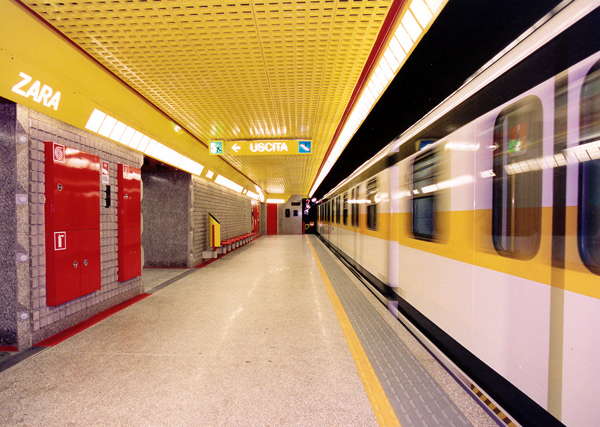

#### Station Zara M5
Zara M5 est desservie par les rames qui circulent sur la ligne 5 du métro de Milan. Comme toutes les autres stations de cette ligne de métro automatique elle dispose de portes palières sur les quais.

Installations
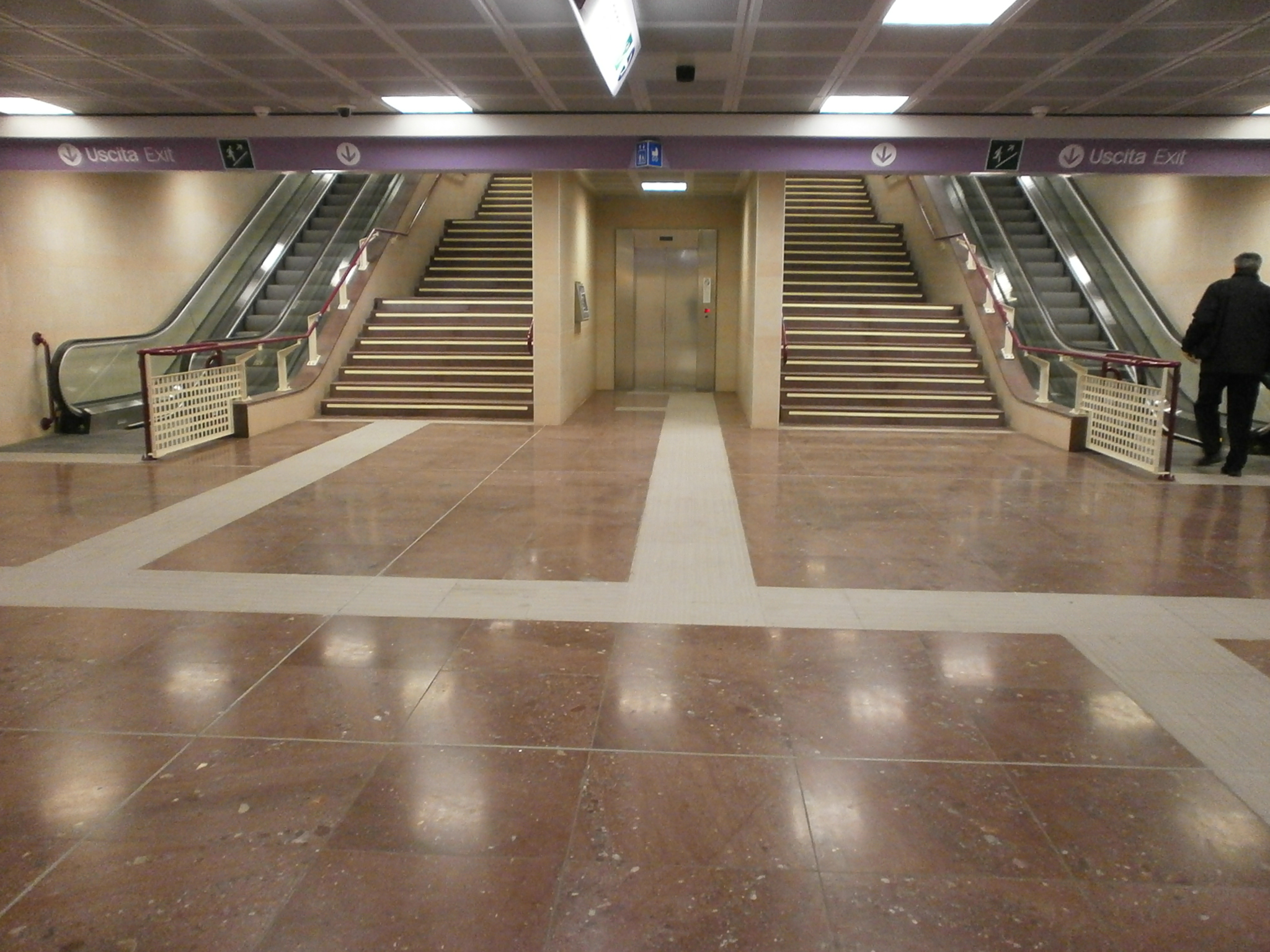
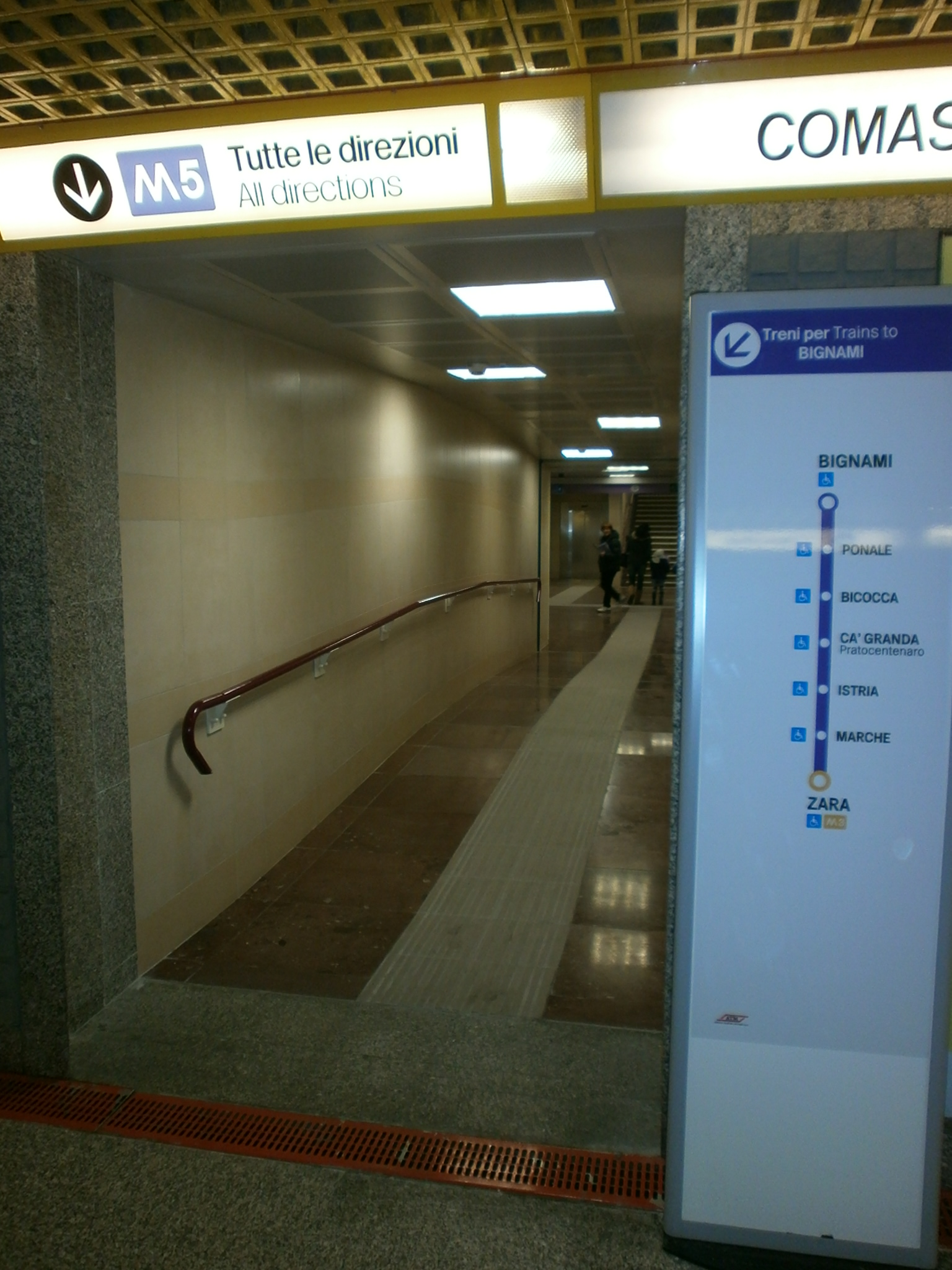
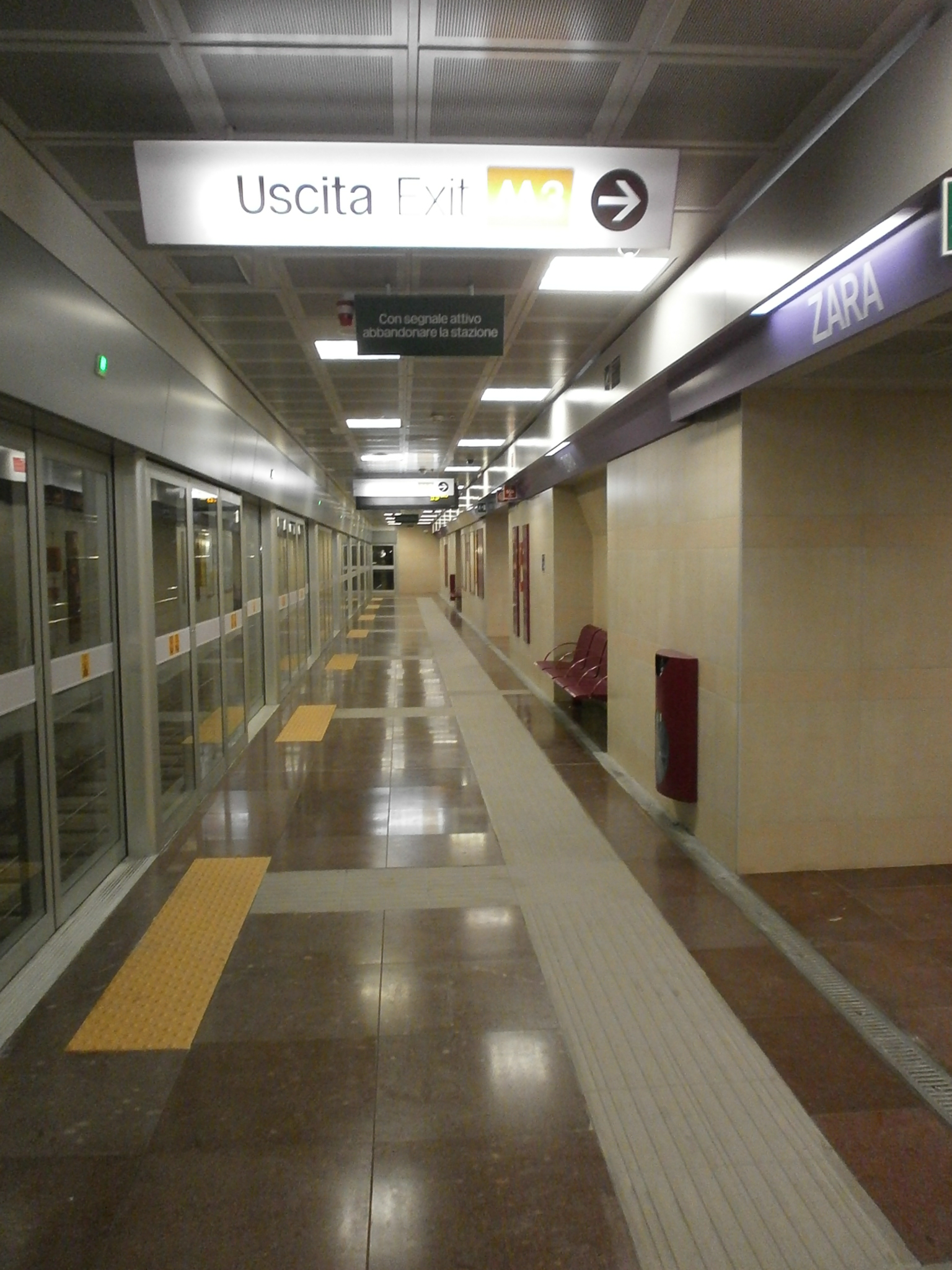

### Intermodalité
À proximité : un arrêt du Tramway de Milan est desservie par les lignes 7 et 31 ; des arrêts des Trolleybus de Milan sont desservis par les lignes 90/91 (circulaire), 92 et N90/N91 (nocturne) ; et des arrêts de bus sont desservis par les lignes 51, 60, 82, 166 et NM3 (nocturne).